# Compañía Naviera Astur Andaluza

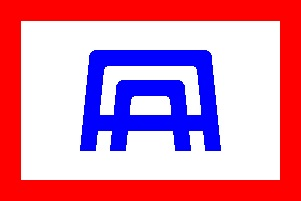
Bandera de la Compañía Naviera Astur Andaluza.

La Compañía Naviera Astur Andaluza fue una empresa familiar de transporte marítimo de mercancías española constituida en Gijón, Asturias,  el 23 de enero de 1947. Operó durante cuatro décadas básicamente en el cabotaje nacional, y, ocasionalmente, internacional, hasta el año 1986, en el que cesó su actividad debido a la gran crisis del sector marítimo.

## Accionariado
Los fundadores de esta compañía fueron la viuda, hijos y socios del empresario prematuramente desaparecido Carlos Bertrand García-Tuñón. Como socios fundadores figuran: Carlos Bertrand, S.A.50,4% del capital social); Ignacio Bertrand Bertrand (6,98%); Josefina Bertrand Fernández-Castrillón (7,01%); Sociedad Andaluza de Cementos Portland (10,53%), de la familia Rojas Marcos; Benjamín Fernández Cueva (22,55%); Antonio Fernández Alperi (0,66%); Luis Fernández Arce (0,66%); Gumersindo Ramos Hermoso (0,66%), y Jesús Suárez Díaz (0,66%).
El primer consejo de administración quedó integrado por: José Rojas Marcos, como presidente; Ignacio Bertrand Bertrand, como secretario, y Benjamín Fernández Cueva, como vocal. Alfonso Bertrand Bertrand fue nombrado gerente.
La compañía efectuó varias ampliaciones de capital a lo largo de su existencia a través de las cuales fueron entrando en la empresa hasta medio centenar de miembros de la familia Bertrand, tanto de sangre como políticos, así como los hermanos Bertrand Bertrand de forma directa, ya que la sociedad Carlos Bertrand, S.A. se liquidó en 1966.
Fueron presidentes de esta naviera: José Rojas Marcos (1947-1957), Carlos Bertrand Bertrand (1957-1980), Alfonso Bertrand Bertrand (1980-1981), Eduardo Larrumbide Arbeloa (1981-1982) y Alfonso Bertrand Ruiz de Velasco (1982-¿).

## Historia
Esta empresa armadora empezó desde sus inicios a comprar buques de segunda mano que reconstruía y dejaba en buenas condiciones de navegación. Se dedicaba al transporte de todo tipo de carga a granel, fundamentalmente en cabotaje nacional, aunque también se efectuaban, en algunas ocasiones, travesías internacionales. En 1967, inició una nueva etapa operando con modernos buques de nueva construcción, perfectamente adaptados a las necesidades del transporte de mercancías de la época y con una velocidad que podía competir en el mercado internacional. Una de sus principales singladuras fue el transporte de carbón desde las propias minas familiares en Asturias hasta la Compañía Andaluza de Cementos Portland, en Sevilla. propiedad de los socios andaluces.
A finales de la década de los setenta, el negocio empezó a acusar la gran crisis del transporte marítimo de esos años, ocasionada por las dos crisis del petróleo de los 70. En abril de 1981, la Compañía Naviera Astur Andaluza efectuó una ampliación de capital de 600 millones de pesetas a la que únicamente acudió la sociedad Inversiones Marítimas Internacionales, propiedad mayoritariamente de la familia Bertrand Ruiz de Velasco, quedando prácticamente la totalidad de los demás accionistas fuera de la misma o con un porcentaje mínimo.  Le fueron ofrecidos los buques gemelos “Reina del Atlántico” y “Reina del Cantábrico”, que habían sido construidos por Hijos de José Barreras Casellas con créditos del Banco de Crédito Industrial (BCI) sin tener pedido previo de ningún armador, con la única finalidad de seguir dando trabajo al astillero, y la  Naviera Astur Andaluza decidió arriesgarse comprándolos y poniendo como avales los barcos de su propiedad “Rey Aurelio” y “Rey Favila”. Finalmente, en 1985, todos los buques fueron embargados por el BCI  y vendidos con posterioridad. En noviembre de ese mismo año, la empresa presentó suspensión de pagos y ya no se recuperó.

## Buques
Formaron parte de la flota de la Compañía Naviera Astur Andaluza en diferentes etapas once barcos.
Carlos Bertrand
Este barco, de 1.650 toneladas DWT, fue construido en los astilleros ingleses Short Brothers Limited en 1877 y tuvo a lo largo de su vida varios nombres: “Ely Rise”, “Santa Eugenia”, “Bilbaíno” “José Navia Ossorio”, “Sebastián Martín” y, finalmente “Carlos Bertrand”.
Fue el primero de los barcos de la Naviera Astur Andaluza. Varios de los socios fundadores aportaron como parte del capital el vapor “Sebastián Martín” (Carlos Bertrand, S.A., aportó el 51% de ese buque), que fue rebautizado como “Carlos Bertrand” en honor del padre y mentor desaparecido. Durante la Guerra Civil quedó convertido en buque-prisión del ejército republicano. El 8 de junio de 1950, navegando rumbo al puerto de El Musel de Gijón, procedente de Sevilla cargado con 1.200 toneladas de aceite de oliva en bidones, embarrancó en la isla La Gaviera de Cabo Peñas (Asturias), partiéndose en dos y naufragando definitivamente, aunque salvándose toda la tripulación.
Eusebio Rojas Marcos
Construido en 1919 en los Astilleros de la Constructores Gijonesa, S.A., tenía 1.000 toneladas DWT. Se le bautizó, sucesivamente, como “Capitán Revuelta”, “Valmurian”, “Sac 8” y “Eusebio Rojas Marcos” (en recuerdo del progenitor fallecido de los socios Rojas Marcos), cuando fue adquirido por la naviera gijonesa en 1948. Fue vendido en 1951 a Naviera Ángel Riva Suardíaz. Se  desguazó en 1969 en El Musel.
Benjamín
De 2.560 toneladas DWT, fue construido en mayo de 1923 en unos astilleros polacos F. Schichan, y se llamó a lo largo de su vida “Monte Betayo”, “Ría de Pontevedra”, “Girgenti”, “Hundseck” y “Benjamín”, cuando fue comprado por la Naviera Astur Andaluza en diciembre de 1950 y se le renombró como uno de los socios. Transportó carbón durante sus últimos viajes y fue desguazado en junio de 1967 en el puerto de El Musel.
Benito
Construido en los astilleros Sir Raylton Dixon and Company en mayo de 1898, este vapor, de 3.599 toneladas DWT, tuvo los nombres de “Monte Contés”, “Andraka Mendi”, “Plencia” y “Benito”, nombre con el que lo bautizó la Compañía Naviera Astur Andaluza (por su accionista Benno Baschwitz Sucrow, esposo de la socia fundadora Josefina Bertrand Fernández-Castrillón) al comprarlo en diciembre de 1955. La compañía lo sometió a una gran renovación y lo transformó en buque carbonero para el cabotaje nacional y, ocasionalmente, gran cabotaje. Como anécdota de este barco cabe destacar que, estando amarrado en San Esteban de Pravia para su descuace, fue alquilado para la película “El rediezcubrimiento de México”, protagonizada por Alfredo Landa, en la que sirvió de fondo durante 39 segundos. Finalmente, fue desguazado en El Musel en junio de 1967.
Cabo Ortegal
Este buque fue construido en los Astilleros del Nervión, en Sestao (Vizcaya) en diciembre de 1919, tenía 4.650 toneladas DWT y se compró en Sevilla en 1963. La Naviera Astur Andaluza, lo convirtió en buque carbonero y como tal viajó con ella durante sus últimos dos años. Se desguazó en Avilés (Asturias) en 1965.
Rey Pelayo
Con 4.295 toneladas DWT fue entregado a la Naviera Astur Andaluza en diciembre de 1967 por los Astilleros Cantábrico y Gervasio Riera de Gijón. Fue el primero de tres barcos gemelos de la compañía, junto con el “Rey Favila” y el “Rey Aurelio”. Se vendió en octubre de 1980 a la Societa Riunite di Navegazione S.R.L. – Fenicia di Navigazione S.R.L.
Rey Favila
Buque tipo para carga general, de 4.432 toneladas DWT,  fue construido en los Astilleros Gervasio Riera, S.A., de Gijón, en 1968, y entregado a la Compañía Naviera Astur Andaluza en julio de 1969. Desde 1985 fue administrado por la Unión General de Trabajadores (UGT) de la Marina Mercante de Gijón, que lo destinó a labores de formación del personal. Posteriormente, se vendió en pública subasta, en febrero de 1987,  a Demetrius Elasson and Company Limited, de El Pireo (Grecia). En 1989 albergó, atracado en el Moll de la Fusta (Barcelona) la exposición “Cents Anys a Barcelona”, con la producción del diseñador Javier Mariscal.
Rey Aurelio
De 4.295 DWT, el “Rey Aurelio” se llamó antes “Cimadevilla y “Cimadevilla Segundo”. Fue construido en los Astilleros Gervasio Riera, S.A., de Gijón en julio de 1968, y comprado por la Naviera Astur Andaluza en junio de 1975. Se vendió en junio de 1988 a Alina Marítima Company Limited – Comtramar Companhia de Transportes Marítimos, S.A., de Chipre.
Rey Fruela
Se entregó a la naviera en enero de 1973 por los Astilleros de la Marítima del Musel, S.A., donde se construyó. Tenía 3.857 toneladas DWT. Era más pequeño que los tres gemelos de la misma compañía (“Rey Pelayo”, “Rey Favila” y “Rey Aurelio”), pero podía transportar hasta 108 contenedores. En junio de 1980 fue vendido a Nueva Naviera, S.A., de Las Palmas de Gran Canaria.
Reina del Cantábrico
Con 4.380 toneladas DWT, se construyó en el astillero Hijos de J. Barreras de Vigo (Pontevedra) y se entregó a la Naviera Astur Andaluza en noviembre de 1982. Estaba especializado, junto con su gemelo, “Reina del Atlántico”, en transporte de coches y material rodante, con capacidad para 160 coches. Tratando de salir a flote de la crisis encontrando nuevos mercados, la naviera gijonesa se asoció desde 1983 a 1985 con un naviero árabe, y durante ese tiempo el “Reina del Cantábrico” fue renombrado temporalmente como “Salah Labiad”. Se vendió en octubre de 1987 a Technical Offshore Services Limited – Mosvolds Rederi de Monrovia (Liberia). Fue desguazado en julio de 2012 en Turquía llevando el nombre de “Strofades IV”.
Reina del Atlántico
Este buque (4.380 toneladas DWT) fue construido, como su gemelo, “Reina del Cantábrico”, en los Astilleros Hijos de José Barreras Casellas y entregado a la Naviera  Astur Andaluza en julio de 1983. “Reina del Atlántico” fue renombrado durante un tiempo como “Bachra Labiad”, en el periodo 1983-1985  en el que la naviera asturiana tuvo socios árabes. Su final fue triste, ya que, llevando el nombre de “Espresso Trapani” se hundió cerca de Sicilia en 1990, perdiendo la vida varias personas.